# 꼬마버스 타요의 에피소드 목록
다음은 대한민국의 텔레비전 애니메이션 《꼬마버스 타요》의 에피소드 목록이다.

## 꼬마버스 타요

### 조종사
| 회차 | 부제 (파일럿판 타이틀)         | 본 방송일       |
| ---- | ------------------------------ | --------------- |
| 1화  | 아이스크림 배달 작전           | 2023년 8월 16일 |
| 2화  | 꼬마버스들의 즐거운 크리스마스 | 2023년 8월 23일 |
| 3화  | 누구의 알일까요?               | 2023년 8월 30일 |
| 4화  | 도깨비가 나타났어요!           | 2023년 9월 6일  |
| 5화  | 나래가 통통통 뛰어요           | 2023년 9월 13일 |

### 시즌 1
| 회차 | 부제 (서브 타이틀)       | 본 방송일       |
| ---- | ------------------------ | --------------- |
| 1화  | 새내기 버스의 하루       | 2003년 8월 23일 |
| 2화  | 길 잃은 타요             | 2003년 8월 24일 |
| 3화  | 타요의 첫 운행           | 2003년 8월 30일 |
| 4화  | 우리는 친구              | 2003년 8월 31일 |
| 5화  | 어둠이 무서워요          | 2003년 9월 6일  |
| 6화  | 고마워요 씨투!           | 2003년 9월 7일  |
| 7화  | 사이좋게 지내요          | 2003년 9월 13일 |
| 8화  | 새 타이어가 갖고 싶어요  | 2003년 9월 14일 |
| 9화  | 새 친구 가니             | 2003년 9월 20일 |
| 10화 | 하나와 가니!             | 2003년 9월 21일 |
| 11화 | 소풍 가고 싶어요!        | 2003년 9월 27일 |
| 12화 | 친구가 되고 싶어요       | 2003년 9월 28일 |
| 13화 | 슈퍼스타 누리            | 2004년 1월 4일  |
| 14화 | 로기의 딸꾹질            | 2004년 10월 5일 |
| 15화 | 하나 누나의 외출!        | 2004년 1월 11일 |
| 16화 | 최고의 중장비            | 2004년 1월 12일 |
| 17화 | 마술사 조이              | 2004년 1월 18일 |
| 18화 | 멋져요! 프랭크 앨리스    | 2004년 1월 19일 |
| 19화 | 라니의 오해              | 2004년 1월 25일 |
| 20화 | 화해해요! 프랭크, 앨리스 | 2004년 2월 26일 |
| 21화 | 타요의 우주 여행         | 2004년 3월 5일  |
| 22화 | 빨리 달리면 위험해요!    | 2004년 4월 2일  |
| 23화 | 라니의 쉬는 날           | 2004년 4월 8일  |
| 24화 | 내가 더 힘들어!!!!       | 2004년 5월 9일  |
| 25화 | 가니가 아파요            | 2004년 5월 15일 |
| 26화 | 최고의 버스, 타요!       | 2004년 5월 16일 |

### 시즌 2
| 회차 | 부제 (서브 타이틀)    | 본 방송일        |
| ---- | --------------------- | ---------------- |
| 1화  | 타요와 봉봉           | 2005년 11월 30일 |
| 2화  | 명콤비 루키와 패트    | 2005년 12월 1일  |
| 3화  | 선생님이 된 가니!     | 2005년 12월 7일  |
| 4화  | 내가 도와줄게, 빅!    | 2005년 12월 8일  |
| 5화  | 나랑 같이 가자        | 2005년 12월 14일 |
| 6화  | 놀이터가 생겼어요!    | 2005년 12월 15일 |
| 7화  | 나나의 도시 구경      | 2005년 12월 21일 |
| 8화  | 누리의 최악의 하루!   | 2005년 12월 22일 |
| 9화  | 보물은 내 거야!       | 2005년 12월 28일 |
| 10화 | 명탐정 로기           | 2005년 12월 29일 |
| 11화 | 로기의 특별한 손님    | 2006년 1월 4일   |
| 12화 | 놀이터 반장을 뽑아요! | 2006년 1월 5일   |
| 13화 | 씨투의 비밀           | 2006년 1월 11일  |
| 14화 | 공주님이 되고 싶어요  | 2006년 1월 12일  |
| 15화 | 어른이 되고 싶어요    | 2006년 1월 18일  |
| 16화 | 타요가 작아졌어요     | 2006년 1월 19일  |
| 17화 | 타요의 우주대모험 1부 | 2006년 1월 25일  |
| 18화 | 타요의 우주대모험 2부 | 2006년 1월 26일  |
| 19화 | 착한 일은 너무 힘들어 | 2006년 4월 4일   |
| 20화 | 가니의 선물           | 2006년 4월 5일   |
| 21화 | 용감한 헬리콥터 에어  | 2006년 4월 11일  |
| 22화 | 장난전화 대소동       | 2006년 4월 12일  |
| 23화 | 한밤의 유령소동       | 2006년 4월 18일  |
| 24화 | 나나의 초대           | 2006년 4월 19일  |
| 25화 | 첫눈이 내려요         | 2006년 4월 25일  |
| 26화 | 하나의 특별한 하루    | 2006년 4월 26일  |

### 시즌 3
| 회차        | 부제 (서브 타이틀)               | 본 방송일       |
| ----------- | -------------------------------- | --------------- |
| 1화         | 새로운 친구 하트                 | 2014년 5월 4일  |
| 2화         | 우리는 한 가족                   | 2014년 5월 5일  |
| 3화         | 청소차가 된 로기                 | 2014년 5월 11일 |
| 4화         | 저도 이제 다 알아요              | 2014년 5월 19일 |
| 5화         | 학교 가는 날                     | 2014년 5월 18일 |
| 6화         | 힘을 내요 프랭크                 | 2014년 5월 19일 |
| 7화         | 씨투와 함께한 주말               | 2014년 5월 25일 |
| 8화         | 타요의 약속                      | 2014년 5월 26일 |
| 9화         | 스타가 된 가니                   | 2014년 6월 1일  |
| 10화        | 토토와 봉봉                      | 2014년 6월 2일  |
| 11화        | 웃어요 패트                      | 2009년 6월 8일  |
| 12화        | 우리끼리가 최고                  | 2009년 6월 9일  |
| 13화        | 쿠쿠와 챔프의 도시 나들이        | 2009년 6월 15일 |
| 14화        | 잠이 안 와요                     | 2009년 6월 16일 |
| 15화        | 친해지고 싶어요                  | 2009년 6월 22   |
| 16화        | 도시의 영웅 타요와 두리          | 2009년 6월 23일 |
| 17화        | 우리는 중장비 서커스단           | 2009년 6월 29일 |
| 18화        | 최고의 정비사                    | 2009년 6월 30일 |
| 19화        | 강아지를 키우고 싶어요           | 2009년 7월 6일  |
| 20화        | 메트에게 물어봐                  | 2009년 7월 7일  |
| 21화        | 포코의 꽃                        | 2009년 7월 13일 |
| 22화        | 타요의 크리스마스                | 2009년 7월14    |
| 23화        | 타요의 지구방어 대작전 1부       | 2009년 7월 20일 |
| 24화        | 타요의 지구방어 대작전 2부       | 2009년 7월 21일 |
| 25화        | 누가 좀 도와줘                   | 2009년 7월 27일 |
| 26화        | 꼬마 자동차들의 운동회           | 2009년 7월 28일 |
| 에피소드 27 | 새로운 친구의 마음               | 2009년 8월 3일  |
| 에피소드 28 | 우리는 가족입니다                | 2009 8월4       |
| 에피소드 29 | 스위퍼 로지                      | 2009 8월 10     |
| 에피소드 30 | 나는 모든 것을 알고 있습니다     | 2009 8월 11     |
| 에피소드 31 | 학교 가는 날                     | 2009 8월17      |
| 에피소드 32 | 프랭크 기운내기                  | 2009 8월18      |
| 에피소드 33 | 주말 와 큐티                     | 2009 8월24      |
| 에피소드 34 | 타요의 약속                      | 2009 8월25      |
| 에피소드 35 | 슈퍼스타 가니 타요               | 2009 8월 31     |
| 에피소드 36 | 토토 봉봉                        | 2009 9월 1      |
| 에피소드 37 | 웃음 팻 타요                     | 2009 9월 7      |
| 에피소드 38 | 우리는 서로에게 최고입니다       | 2009 9월 8      |
| 에피소드 39 | 도시 여행                        | 2009 9월 14     |
| 40화        | 잠을 잘 수 없어요                | 2009 9월15      |
| 41화        | 나는 당신의 친구가 되고 싶습니다 | 2009 9월21      |
| 42화        | 도시타요 & 히어로즈 두리         | 2009 9월22      |
| 에피소드 43 | 우리는 헤비 듀티 서커스입니다    | 2009 9월28      |
| 에피소드 44 | 최고의 메카닉                    | 2009 9월29      |
| 에피소드 45 | 퍼티를 원한다                    | 2009 10월 5     |
| 에피소드 46 | 만난 사람 물어보기 아무것도      | 2009 10월 6     |
| 에피소드 47 | 포코 플라워                      | 2009 10월12     |
| 에피소드 48 | 타요 크리스마스                  | 2009년 10월13일 |
| 에피소드 49 | 타요 지구 방어 계획 1            | 2009년 10월19일 |
| 에피소드 50 | 타요 지구 방어 계획 2            | 2009년 10월20일 |
| 에피소드 51 | 누군가 우리를 도와주세요         | 2009년 10월26일 |
| 에피소드 52 | 리틀 버스 스포츠의 날            | 2009년10월27일  |

### 시즌 4
| 회차 | 부제 (서브 타이틀)        | 본 방송일       |
| ---- | ------------------------- | --------------- |
| 1화  | 두리의 방학 숙제          | 2012년 2월 29일 |
| 2화  | 모두 다 친구에요          | 2012년 3월 1일  |
| 3화  | 내 말 좀 믿어줘           | 2012년 3월 7일  |
| 4화  | 용기를 주세요             | 2012년 3월 8일  |
| 5화  | 반가워 피넛               | 2012년 3월 14일 |
| 6화  | 넌 특별해                 | 2012년 3월 15일 |
| 7화  | 인정받고 싶은 크리스      | 2012년 3월 21일 |
| 8화  | 동화책도 좋아요           | 2012년 3월 22일 |
| 9화  | 고마워요 티치             | 2012년 3월 28일 |
| 10화 | 하나를 위한 선물          | 2012년 3월 29일 |
| 11화 | 피넛의 오해               | 2012년 4월 4일  |
| 12화 | 부바와의 하루             | 2012년 4월 5일  |
| 13화 | 긴급 출동 센터가 생겼어요 | 2012년 4월 11일 |
| 14화 | 누가 더 멋질까            | 2012년 4월 12일 |
| 15화 | 로기의 잡동사니 보물      | 2012년 4월 18일 |
| 16화 | 둘이 된 타요              | 2012년 4월 19일 |
| 17화 | 시골에 간 타요            | 2012년 4월 25일 |
| 18화 | 타요가 경찰이 됐어요      | 2012년 4월 26일 |
| 19화 | 씨투의 비밀 놀이터        | 2012년 5월 2일  |
| 20화 | 최고의 명탐정             | 2012년 5월 3일  |
| 21화 | 꼬마 마법사 아수라        | 2012년 5월 9일  |
| 22화 | 남산 유령 대소동          | 2012년 5월 10일 |
| 23화 | 트래미의 첫 운행          | 2012년 5월 16일 |
| 24화 | 트래미의 비밀 타요        | 2012년 5월 17일 |
| 25화 | 킨더의 소풍 타요          | 2012년 5월 23일 |
| 26화 | 꼬마 버스들의 연극 공연   | 2012년 5월 24일 |

### 시즌 5
| 회차 | 부제 (서브 타이틀)            | 본 방송일       |
| ---- | ----------------------------- | --------------- |
| 1화  | 긴급 출동! 타요와 가니        | 2014년 2월 24일 |
| 2화  | 로기의 기상천외한 도전!       | 2014년 2월 25일 |
| 3화  | 첼로의 주인                   | 2014년 3월 3일  |
| 4화  | 환상의 짝꿍                   | 2014년 3월 4일  |
| 5화  | 타요와 띠띠뽀의 달리기 경주   | 2014년 3월 10일 |
| 6화  | 새로운 구조대원이 왔어요      | 2014년 3월 11일 |
| 7화  | 타요의 새 친구                | 2014년 3월 17일 |
| 8화  | 킨더의 농장 체험              | 2014년 3월 18일 |
| 9화  | 비밀 놀이터 복구 대작전       | 2014년 3월 24일 |
| 10화 | 힘을 내, 토니                 | 2014년 3월 25일 |
| 11화 | 하트의 비밀                   | 2014년 3월 31일 |
| 12화 | 조이의 마술 공연              | 2014년 4월 1일  |
| 13화 | 두리를 위한 깜짝 선물         | 2014년 4월 7일  |
| 14화 | 가니야 고마워                 | 2014년 4월 8일  |
| 15화 | 꼬마 버스들이 미국에 갔어요 1 | 2014년 4월 14일 |
| 16화 | 꼬마 버스들이 미국에 갔어요 2 | 2014년 4월 15일 |
| 17화 | 로기와 행운의 지니            | 2014년 4월 21일 |
| 18화 | 신입 시티투어 버스 롤리       | 2014년 4월 22일 |
| 19화 | 부바의 휴가                   | 2014년 4월 27일 |
| 20화 | 꼬마 버스들의 캠핑            | 2014년 4월 28일 |
| 21화 | 하트가 커졌어요               | 2014년 5월 5일  |
| 22화 | 트래미의 소원                 | 2014년 5월 6일  |
| 23화 | 라니의 선물                   | 2014년 5월 12일 |
| 24화 | 제이와 으랏차                 | 2014년 5월 13일 |
| 25화 | 꼬마 버스들의 공룡 친구 1     | 2014년 5월 19일 |
| 26화 | 꼬마 버스들의 공룡 친구 2     | 2014년 5월 20일 |

### 시즌 6
| 회차 | 부제 (서브 타이틀)      | 본 방송일       |
| ---- | ----------------------- | --------------- |
| 1화  | 있는 그대로가 멋있어!   | 2016년 3월 1일  |
| 2화  | 말할 수 없는 비밀!      | 2016년 3월 2일  |
| 3화  | 놀이터가 없어졌어요     | 2016년 3월 8일  |
| 4화  | 모두의 새 놀이터!       | 2016년 3월 9일  |
| 5화  | 살수차가 된 러비        | 2016년 3월 15일 |
| 6화  | 조회수가 필요해         | 2016년 3월 16일 |
| 7화  | 한 밤의 대소동          | 2016년 3월 22일 |
| 8화  | 마술사의 조수, 하트!    | 2016년 3월 23일 |
| 9화  | 내 친구 카고            | 2016년 3월 29일 |
| 10화 | 행복한 트래미           | 2016년 3월 30일 |
| 11화 | 초록불 대소동           | 2016년 4월 6일  |
| 12화 | 공항에서 만난 새 친구들 | 2016년 4월 7일  |
| 13화 | 도전! 중장비 레인저스   | 2016년 4월 13일 |
| 14화 | 고양이를 부탁해         | 2016년 4월 14일 |
| 15화 | 나 홀로 차고지에!       | 2016년 4월 20일 |
| 16화 | 신기한 소풍             | 2016년 4월 21일 |
| 17화 | 으라차차 으랏차         | 2016년 4월 27일 |
| 18화 | 오싹오싹 놀이동산       | 2016년 4월 28일 |
| 19화 | 샤인은 못말려           | 2016년 5월 3일  |
| 20화 | 롱과 봉봉의 나들이      | 2016년 5월 4일  |
| 21화 | 가디언 엑스의 새로운 팬 | 2016년 5월 10일 |
| 22화 | 재미있는 하루           | 2016년 5월 11일 |
| 23화 | 가지 마요, 하나 누나    | 2016년 5월 17일 |
| 24화 | 앨리스를 좋아해         | 2016년 5월 18일 |
| 25화 | 캐리는 다 알아요!       | 2016년 5월 24일 |
| 26화 | 모두를 위한 축제        | 2016년 5월 25일 |

시즌 7
| 회차        | 제목                           | 방송 일자         |
| ----------- | ------------------------------ | ----------------- |
| 1화         | "가니와 함께 플레이합니다      | 2020년 11월 23일  |
| 2화         | 공항의 괴물                    | 2020녀 11월 24일  |
| 3화         | 영웅 구조대 1                  | 2020년 12월 6일   |
| 4화         | 영웅 구조대 4                  | 2020년 12월 7일   |
| 5화         | 음악 동물 혼돈                 | 2021년 1월 8일    |
| 6화         | 제발 그만하세요                | 2021년 1월 9일    |
| 7화         | 위우 위우 비상사태미리보기     | 2021년 2월 10일   |
| 8화         | 행운 미리보기 전환             | 2021년 1월 14일엡 |
| 9화         | 하늘에 그려진 그림             | 2021년 1월 15일   |
| 에피소드 10 | 털북숭이와 숨바꼭질            | 2021년 1월 20일   |
| 에피소드 11 | 뉴 하나의 메이드               | 2021년 1월 21일   |
| 에피소드 12 | 범죄자의 아버지                | 2021년 1월 24일   |
| 에피소드 13 | 바람이 부는 상상의 여행        | 2021년 1 월 25일  |
| 에피소드 14 | 전담 구조대 24시간             | 2021년 1월 27     |
| 에피소드 15 | 우리의 최고는 개입니다         | 2021년1월 28일    |
| 에피소드 16 | 공항 친구들의 날               | 2021년 2월 1일    |
| 에피소드 17 | 마술사 여행 서비스             | 2021년 2월 2일    |
| 에피소드 18 | 모모와 비비 하늘을 나는 쌍둥이 | 2021년 2월 6일    |
| 에피소드 19 | 그레이트 사파리 에스파스       | 2021년 2월 7일    |
| 에피소드 20 | 합창 경연대회                  | 2021년 2월 13일   |
| 에피소드 21 | 하늘과 함께하는 겨울           | 2021년 2월 14일   |
| 에피소드 22 | 우린 모두 친구야               | 2021년 2월 20일   |
| 에피소드 23 | 탐정 대 로지 지니              | 2021년 2월 21일   |
| 에피소드 24 | 슈퍼스타의 특별한 외출         | 2021년 2월 27일   |
| 에피소드 25 | 가니를 돌려줘                  | 2021년 2월 28일   |
| 에피소드 26 | 타요 스토리 어메이징           | 2021년 3월 4일    |